# 초록밤
《초록밤》은 2022년에 개봉한 대한민국의 영화이다.

## 캐스팅
- 이태훈 : 아버지 역
- 김민경 : 어머니 역
- 강길우 : 원형 역
- 김국희 : 은혜 역
- 오민애 : 작은 고모 역
- 원미원 : 노인 역
- 변은영 : 큰고모 역